# Mylitta

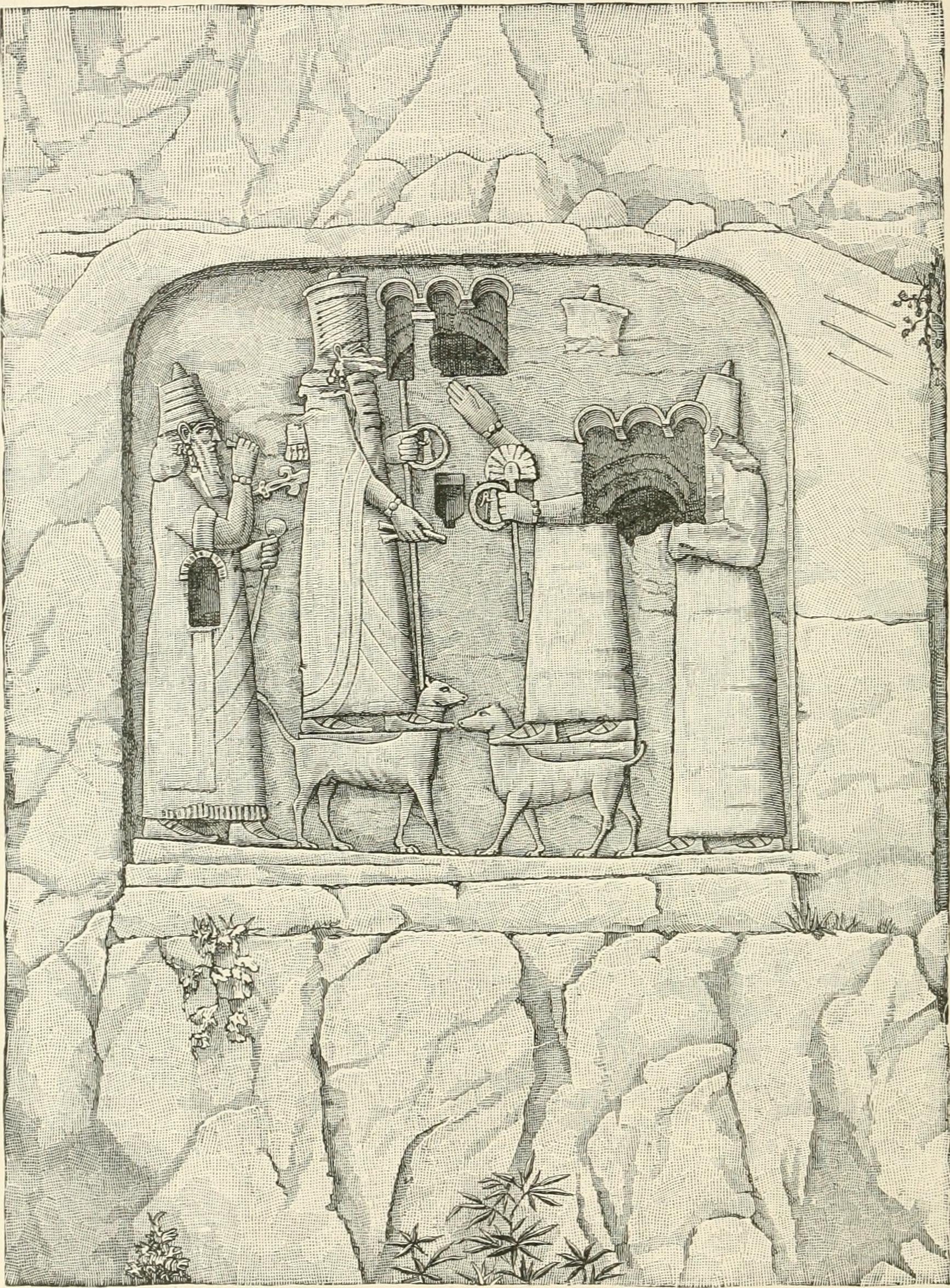
Zeichnung des Großen Reliefs aus Chinnis. Zu sehen ist in der Mitte das Götterpaar Aššur und Mulliššu/Mylitta, eingerahmt links und rechts von König Sanherib (nach Austen Henry Layard 1905)

Mylitta (altgriechisch Μύλιττα) war eine im perserzeitlichen Babylon von den Assyrern und Persern verehrte Göttin, die nach Herodot der Aphrodite oder Aphrodite Urania der Griechen gleichzusetzen ist.
Nach dem 1. Buch der Historien des Herodot musste sich angeblich jede babylonische Jungfrau der Mylitta zu Ehren einmal im Leben mit einem Kranz von Schnüren auf dem Haupt in den Heiligen Hain der Aphrodite setzen und sich dem ersten, der ihr ein Stück Silber in den Schoß warf, mit den Worten „Fürwahr, ich rufe die Göttin Mylitta an“, preisgeben. Manche Frauen – so Herodot – mussten drei oder vier Jahre warten, bis sie dieses Gebot der Göttin erfüllen konnten, da sich kein Freier fand.
Dies wurde als Beispiel der Tempelprostitution gewertet, doch in neuerer Zeit haben sich mehrere Autoren gegen eine solche Interpretation ausgesprochen.
Der Name bezeichnet (mit dem nicht seltenen Wechsel von b zu m) die große babylonische Göttin Belit – »Herrin« (= Beiname der Ištar, = Baaltis – Gemahlin des Ba’al/Bēl).
Urania wurde nach Herodot auch von den Persern verehrt (Historien I., 131), sie hätten dies von den Assyrern und Arabern gelernt: „es nennen die Assyrer die Aphrodite Mylitta, die Araber Alitta, die Perser Mitra.“
Nach Huber entspricht die bei Ktesias erwähnte babylonische Göttin Aphrodite/Molis, die Gattin von Zeus/Bēlos, vielleicht der Mylitta. Laut Huber wird Mylitta auch mit der aus Eigennamen bekannten babylonischen Mulliltu oder Mullittu und der assyrischen Mulliššu/Mullissu (NIN.LÍL) gleichgesetzt.